# Commidendrum
 Commidendrum   Burch. ex. DC., 1833 è un genere di piante angiosperme dicotiledoni della famiglia delle Asteraceae, sottofamiglia Asteroideae, tribù Astereae (Basal grade) e sottotribù Homochrominae.

## Etimologia
Il nome del genere ("Commidendrum") deriva dal greco "kommi" (κομμι), che significa "colla - gomma", e "dendrum" (δενδρον), che significa "albero".
Il nome scientifico del genere è stato definito dai botanici William John Burchell (1781–1863) e Augustin Pyramus de Candolle (1778-1841) nella pubblicazione " Archives de Botanique. Paris" (Arch. Bot. (Paris) 2: 334) del 1933.

## Descrizione

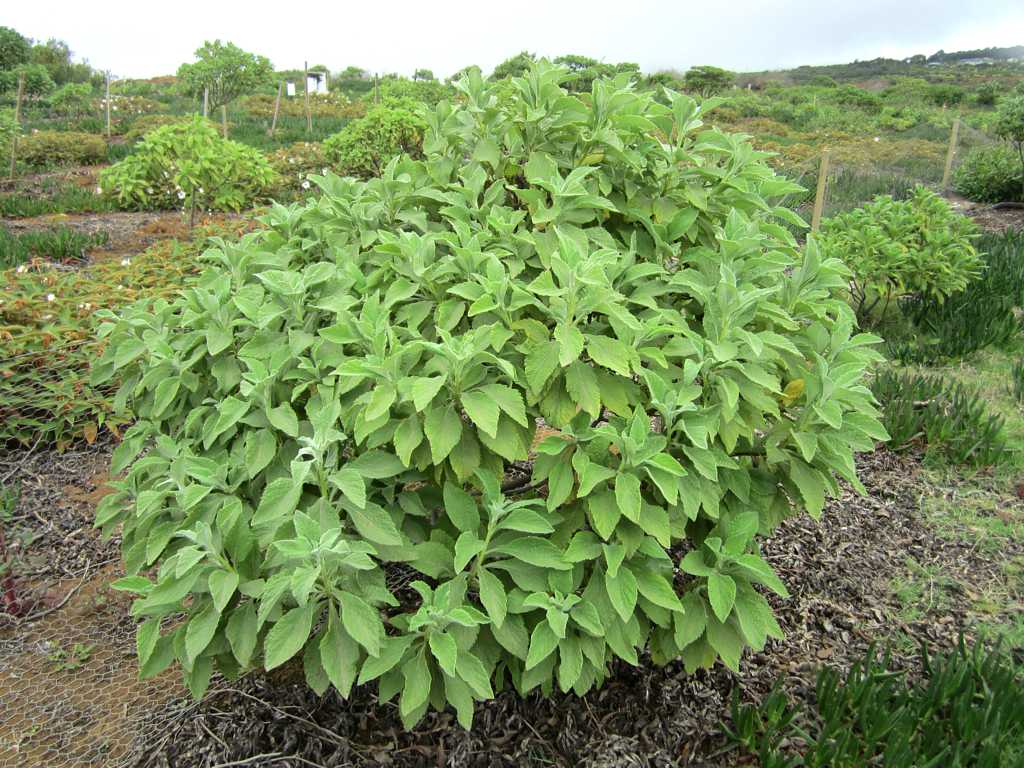
Il portamento
Commidendrum robustum

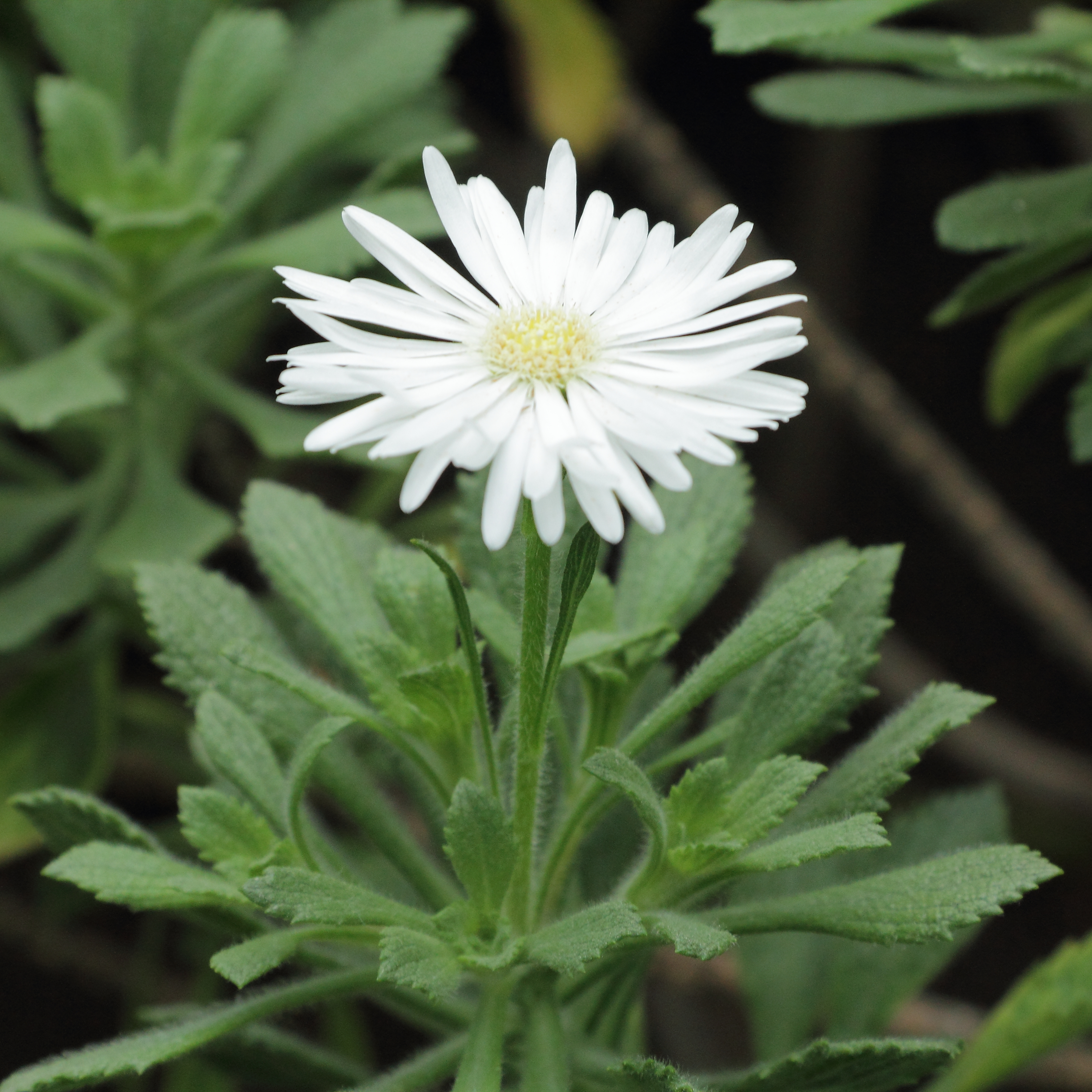
Le foglie
Commidendrum rugosum

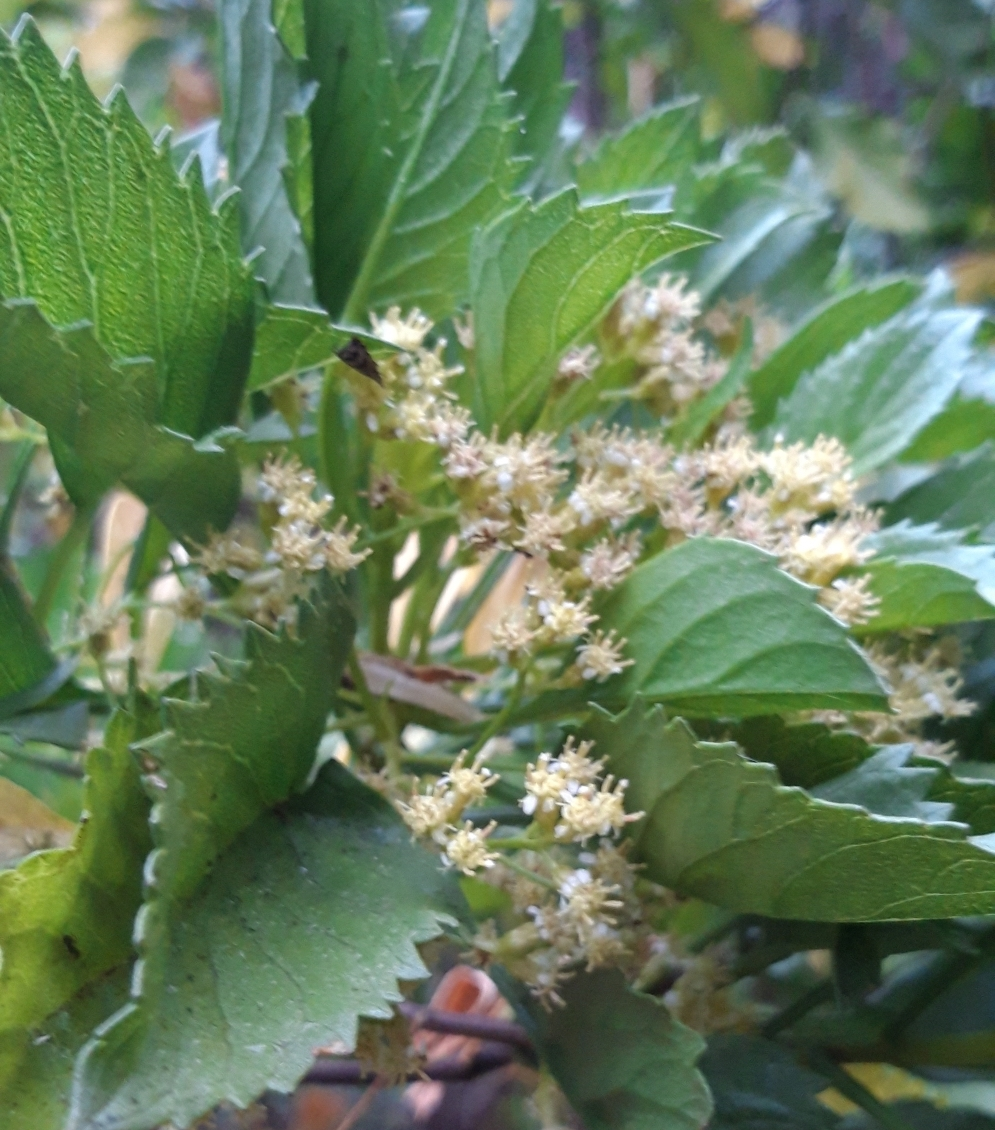
Infiorescenza
Commidendrum rotundifolium

Portamento. Le specie di questo genere sono degli arbusti o alberi.
Fusto. La parte aerea in genere è eretta e ramosa. 
Foglie. Le foglie in genere sono disposte in gruppi all'apice dei rami e sono brevemente picciolate. La lamina è intera con forme da obovate a spatolate. La superficie può essere da pelosa a tomentosa o eventualmente ghiandolosa (con punti ghiandolari). La consistenza è coriacea. Abassialmente sono presenti delle venature pennate.
Infiorescenza. Le sinflorescenze sono solitarie che formate da diversi capolini raccolti in formazioni corimbose (i capolini sono eretti o pendenti). Le infiorescenze vere e proprie sono composte da un capolino peduncolato di tipo radiato con fiori eterogami. I capolini sono formati da un involucro, con forme da emisferiche a campanulate, composto da diverse brattee, al cui interno un ricettacolo fa da base ai fiori di due tipi: fiori del raggio e fiori del disco. Le brattee, con forme lineari-lanceolate e superficie da glabra a sub-tomentosa, a consistenza erbacea e con bordi scariosi, sono disposte in modo più o meno embricato su 3 - 5 serie. Il ricettacolo, peloso, in genere è nudo ossia senza pagliette a protezione della base dei fiori; la forma è piano-convessa.
Fiori.  I fiori sono tetra-ciclici (formati cioè da 4 verticilli: calice – corolla – androceo – gineceo) e pentameri (calice e corolla formati da 5 elementi). Si distinguono in:
- fiori del raggio (esterni) da 8 a 50 per capolino: sono femminili e sono disposti su una sola serie; la forma è ligulata (zigomorfa); le ligule sono riflesse o patenti;
- fiori del disco (centrali): sono numerosi come i fiori del disco e hanno delle forme tubulose (attinomorfe); sono ermafroditi.

- Formula fiorale:

*/x K {\displaystyle \infty }, [C (5), A (5)], G 2 (infero), achenio
- Calice: i sepali del calice sono ridotti ad una coroncina di squame.

- Corolla: la forma della corolla alla base è più o meno imbutiforme, mentre all'apice è ligulata a 5 (raramente 3) denti (i fiori del raggio) o lungamente tubolare (la gola è cilindrica) con 5 (raramente 4) lobi (i fiori del disco); i lobi, patenti o eretti, hanno una forma allungata e sono incurvati o attorcigliati. I colori della corolla sono giallo (i fiori del disco) e bianco (i fiori del raggio).

- Androceo: l'androceo è formato da 5 stami sorretti da filamenti generalmente liberi; gli stami sono connati e formano un manicotto circondante lo stilo; le teche (produttrici del polline) alla base sono troncate e sono lievemente auricolate (molto raramente sono speronate o hanno una coda); le appendici apicali delle antere hanno delle forme piatte e lanceolate; il tessuto endoteciale (rivestimento interno dell'antera) è quasi sempre polarizzato (con due superfici distinte: una verso l'esterno e una verso l'interno). Il polline è sferico con un diametro medio di circa 25 micron;  è tricolporato (con tre aperture sia di tipo a fessura che tipo isodiametrica o poro) ed è echinato (con punte sporgenti).[10][12]

- Gineceo: l'ovario è infero uniloculare formato da 2 carpelli.[6] Lo stilo (il recettore del polline) è profondamente bifido (con due stigmi divergenti) e con le linee stigmatiche marginali separate.[13] I due bracci dello stilo hanno una forma da lanceolata a deltoide e possono essere papillosi o ricoperti da ciuffi di peli.

Frutti. I frutti sono degli acheni con pappo (raramente è assente); in alcune specie è presente un certo dimorfismo (gli acheni dei fiori del raggio differiscono dagli acheni dei fiori del disco);
- achenio: gli acheni, con forme oblunghe, sono lateralmente compressi con 10 nervature longitudinali; la superficie normalmente è cosparsa da setole oppure è glabra (non è ghiandolosa); la parete dell'achenio è formata da celle contenenti rafidi ma prive di fitomelanina; il carpoforo normalmente è anulare; in alcuni casi sulla superficie del frutto sono presenti delle setole con punte a forma di ancora;
- pappo: il pappo, persistente, è formato da una serie di setole lisce di sotto e barbate all'apice.

## Biologia
Impollinazione: l'impollinazione avviene tramite insetti (impollinazione entomogama tramite farfalle diurne e notturne).

Riproduzione: la fecondazione avviene fondamentalmente tramite l'impollinazione dei fiori (vedi sopra).

Dispersione: i semi (gli acheni) cadendo a terra sono successivamente dispersi soprattutto da insetti tipo formiche (disseminazione mirmecoria). In questo tipo di piante avviene anche un altro tipo di dispersione: zoocoria. Infatti gli uncini delle brattee dell'involucro (se presenti) si agganciano ai peli degli animali di passaggio disperdendo così anche su lunghe distanze i semi della pianta. Inoltre per merito del pappo il vento può trasportare i semi anche a distanza di alcuni chilometri (disseminazione anemocora).

## Distribuzione e habitat
Le specie di questo genere sono distribuite nell'isola di St. Helena.

## Sistematica
La famiglia di appartenenza di questa voce (Asteraceae o Compositae, nomen conservandum) probabilmente originaria del Sud America, è la più numerosa del mondo vegetale, comprende oltre 23.000 specie distribuite su 1.535 generi, oppure 22.750 specie e 1.530 generi secondo altre fonti (una delle checklist più aggiornata elenca fino a 1.679 generi). La famiglia attualmente (2021) è divisa in 16 sottofamiglie; la sottofamiglia Asteroideae è una di queste e rappresenta l'evoluzione più recente di tutta la famiglia.

### Filogenesi
La tribù Astereae (una delle 21 tribù della sottofamiglia Asteroideae) comprende circa 40 sottotribù. In base alle ultime ricerche nella tribù sono stati individuati (provvisoriamente) 5 principali lignaggi:
- Basal grade: include alcuni generi isolati, il gruppo "South American-Oceania",  alcune sottotribù africane e il gruppo dei generi legnosi del Madagascar.
- Bellis lineage: comprende le sottotribù eurasiatiche e una sottotribù africana.
- Aster lineage: include i generi asiatici di Asterinae e i principali gruppi dell'Australia e dell'Oceania.
- Baccharis lineage: include alcuni gruppi sudamericani.
- North American lineage: include la vasta gamma di sottotribù del Nordamerica, Messico e alcuni gruppi distribuiti nel Sudamerica.

Il genere  Commidendrum  (insieme alla sottotribù Homochrominae) è incluso nel Basal grade. In particolare Homochrominae fa parte del sottogruppo relativo agli areali dell'"Africa/Madagascar/Asia sud-est".  La sottotribù è suddivisa in due gruppi: (1) Amellus group: è il gruppo principale (o continentale) e comprende la maggior parte dei generi; (2) Commidendrum group: comprende solamente due generi (Commidendrum - Melanodendron) endemici dell'isola di St. Helena. Il genere di questa voce fa parte del secondo gruppo.
I caratteri distintivi del genere di questa voce sono:
- il portamento è arbustivo o arboreo;
- il ricettacolo ha delle pagliette pelose;
- si tratta di un endemismo dell'isola di St. Helena.

### Elenco delle specie
Questo genere ha 4 specie:
- Commidendrum robustum (Roxb.) DC.
- Commidendrum rotundifolium  (Roxb.) DC.
- Commidendrum rugosum  (Aiton) DC.
- Commidendrum spurium  (G.Forst.) DC.